# Somló Tájvédelmi Körzet
A Somló Tájvédelmi Körzet területe  585 hektár, ebből fokozottan védett 88 hektár. A tájvédelmi körzet a Balaton-felvidéki Nemzeti Park Igazgatóság alá tartozik.

## Fekvése
A Somló Ajkától tizenöt kilométerre, nyugatra, a Marcal-medence keleti szélén található. Körülötte ősi falvak találhatóak: Doba, Oroszi, Borszörcsök, Somlóvásárhely, Somlójenő, Tüskevár, Iszkáz, Somlóvecse és Somlószőlős. E kis falvak történelme, jóléte is szorosan összefonódott a hegyen épült vár múltjával, lakóinak pedig ősi foglalkozása volt a somlói szőlők művelése.

## Jellemzői
Hosszú előkészítés után 1983-ban a Somló tájvédelmi körzet lett. A természetvédelem célkitűzései összhangban vannak a helybeli gazdák törekvéseivel: a hegyközségi hagyományokhoz visszakanyarodva kell megőrizni a szőlőhegy gazdálkodási, tájképi és építészeti értékeit.

## Kialakulása

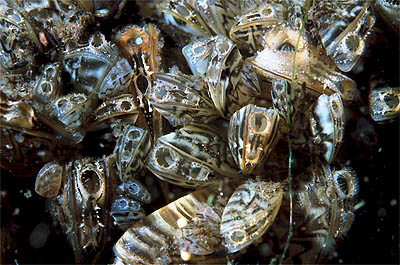
Vándorkagyló

A Somló a földtörténeti múlt harmadkorának végén született. 5-10 millió évvel ezelőtt a pliocén korban ezen a területen a Pannóniai-tó helyezkedett el, és a nagy tó állatvilága igen gazdag volt. Benne élt a kecskekörömkagyló (Congeria ungula-caprae) valamint egy hozzá hasonló, de jóval kisebb kagylófaj: a vándorkagyló (Dreissena). A Somló keleti lábánál, Ferencmajor közelében, az úgynevezett Födigödörben, épen megmaradt kagylóhéjakat is lehet találni.
A pliocén korban a Pannóniai-tóba ömlő folyók lassan feltöltötték a területet. Ezt követően – a harmadkor végén –, a föld mélyében levő bazaltos magmatömegek egyes helyeken a felszínre kerültek. Ez a vulkáni tevékenység hozta létre a Badacsony, Szent György-hegy, Csobánc, Gulács, Tóti, Haláp hegyeket. A kitörések alkalmával, a kráternyílás kialakulásakor először lávadarabkák és vulkáni hamu szóródott ki. Ez a vulkáni törmelék a kráter környékére visszahullott, s rétegeződve kőzetté alakult, ezt hívjuk vulkáni tufának, amit a Somló esetében "bazalttufának" nevezünk. A vulkáni működés következő szakasza a lávafolyás volt. A kráteren keresztül kiömlött, majd megmerevedett lávatömegekből épült fel maga a Somló.

## Növény- és állatvilág

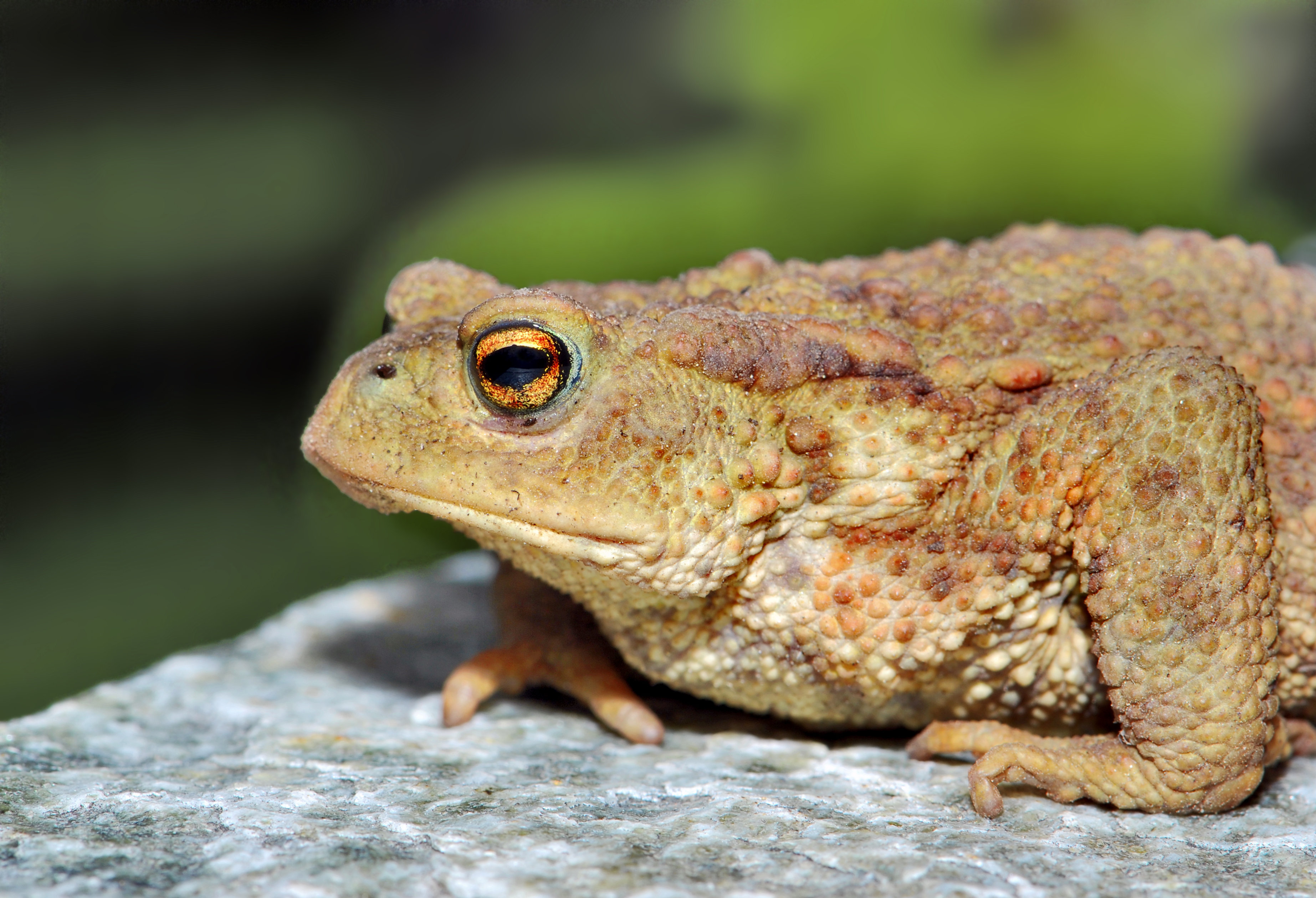
Barna varangy

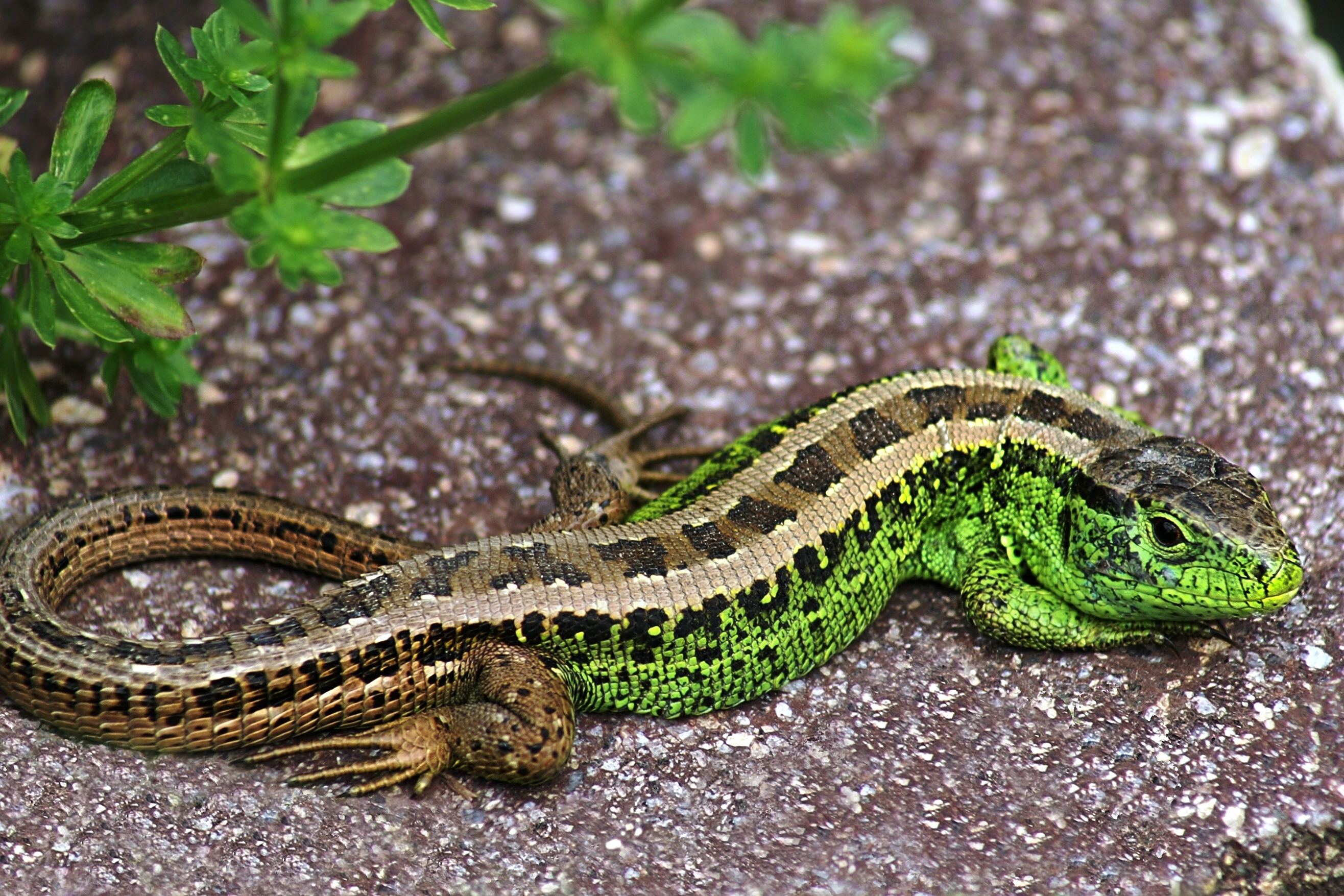
Fürge gyík

A fokozottan védett hegytető a híres várrommal, a peremen sorakozó bazaltsziklákkal, az őserdő jellegű, alacsony növésű, festői erdeivel számos kirándulót vonz. Tavasz végén fehér virágba borul a sziklás peremen a sajmeggy minden sziklarepedésben megkapaszkodó állománya a molyhostölgyes erdőben, alját sűrűn borítja az odvas keltike. Bazaltszikláit, a Badacsonyhoz hasonlóan, áprilisban a hegyi ternye díszíti. A meredek oldalak árnyas szikláin és fáin mindenütt borostyán zöldell, melynek tövén élősködik a ritka borostyán-szádorgó.
Állatvilágát tekintve jelentős fajgazdagságban képviseltetik magukat a védett gerincesek. A szaporodási lehetőségek hiánya miatt a békák viszonylag ritkák, csak a barna varangy és az erdei béka fordul elő. Annál inkább kedvez a hüllőknek a bazalt hőgazdálkodása, így faj- és egyedszámuk is lényegesen gazdagabb. Megtalálható a fürge gyík , a zöld gyík, a fali gyík  de a törékeny gyík sem ritka. Madarai közül leginkább szembetűnők, a sziklákon rendszeresen fészkelő holló.

## Kulturális értékek

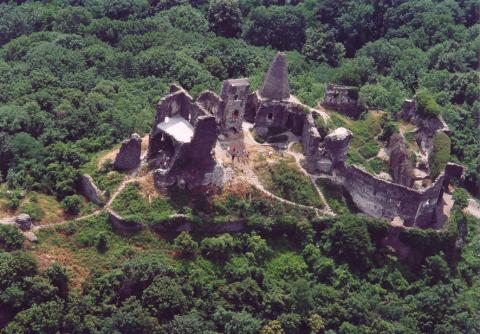
A somlói vár

A hegy körüli terület az itt talált leletek szerint már a bronzkorban lakott volt, és a későbbi időkből, a vaskorból is értékes anyag került elő. A helyi borosgazdák méltán büszkék a Somló római korig visszanyúló szőlő- és borkultúrájára is. A hegy művelt oldalain nyújtózó szőlőskertek és tölgyes erdők idilli látványát tovább emelik a hegyoldalban megbúvó kis kápolnák, és néhány, építészeti szempontból is értékes borospincéje. A négy somlói kápolna közül a legnevezetesebb és legszebb a 13. században épült Szent Margit-kápolna. A Somló értékes „ipartörténeti” emléke a 18. századi taposókút, amely valamikor több mint nyolcvan méter mélységből emelte fel a vizet. A hegy kisebbik csúcsán áll a híres, sokat megélt somlói vár romja. Egy időben Kinizsi Pál kapta Mátyástól ajándékba, később Bakócz Tamás, majd Bottyán János tulajdonába került.

## Külső hivatkozások
- A Balaton-felvidéki Nemzeti Park honlapja
- A Balaton-felvidéki Nemzeti Park honlapja - A Somlói TK leírása
- A Somló-hegy születése[halott link]